# Jolmaville
Jolmaville es un lugar designado por el censo ubicado en el condado de Ashland en el estado estadounidense de Wisconsin. En el Censo de 2020 tenía una población de 126 habitantes y una densidad poblacional de 3,90 personas por km².
Se encuentra a 26 km de Ashland, la sede del condado. 

## Geografía
Jolmaville se encuentra ubicado en las coordenadas 46°26′9″N 90°44′54″O / 46.43583, -90.74833. Según la Oficina del Censo de los Estados Unidos, tiene una superficie total de 32,3 km², todos correspondientes a tierra firme.